# Casa Bufnițelor
Casa Bufnițelor (în engleză The Owl House) este un serial de televiziune animat fantasy american creat de Dana Terrace pentru Disney Channel. Produs de Disney Television Animation, serialul a fost difuzat de pe 10 ianuarie 2020 până pe 8 aprilie 2023.
În noiembrie 2019, înainte de premiera serialului, seria a fost reînnoită pentru un al doilea sezon, care a avut premiera pe 12 iunie 2021. În mai 2021, înainte de premiera celui de-al doilea sezon, seria a fost reînnoită pentru un al treilea sezon constând din trei episoade speciale,[3] ulterior sa anunțat că va fi ultimul sezon al seriei, Terrace afirmând mai târziu că serialul a fost scurtat pentru că seria „nu se potrivea cu brand-ul Disney”, anunțând în cele din urmă că va părăsi Disney după finalizarea lucrărilor la episodul final. Primul episod al sezonului final a avut premiera pe 15 octombrie 2022, urmat de cel de-al doilea episod pe 21 ianuarie 2023 și finalul serialului pe 8 aprilie 2023. 
În România serialul a avut premiera pe data de 2 ianuarie 2021 pe canalul Disney Channel.
Casa Bufnițelor a primit aprecieri pe scară largă din partea criticilor și fanilor, mulți lăudându-i animația, umorul, personajele, actoria vocală, temele, greutatea emoțională și reprezentările sale LGBTQIA+ în comparație cu alte producții media Disney, inclusiv devenind prima proprietate Disney care prezintă un cuplu de același sex în rolurile principale, un sărut între personaje de același sex care implică personaje principale și personaje non-binare. Serialul a câștigat, de asemenea, un premiu Peabody pentru cel mai bun program pentru copii și tinerii în 2021.

## Personaje

### Personaje principale
- Luz Noceda - Este o adolescentă Doninican-Americană de 14 ani care dă din greșeală un portal către Insulele Fierbinți. Pentru a devenii o vrăjitoare, Luz începe să învețe magia sub îndrumarea Edei, în ciuda faptului că abilități magice proprii. mai târziu se dovedește că Luz e bisexuală și formează un cuplu cu Amina.
- Edalyn „Eda” Clawthorne Este mentorul lui Luz în magie. ea a fugit de acasă în adolescență după ce a fost blestemată de sora ei mai mare Lilith, un blestem care o face să se transforme într-o bestie bufniță. Eda devine în cele din urmă infractorul cel mai căutat și cea mai puternică vrăjitoare sălbatică din Insulele Fierbinți, până când blestemul ei a sfârșit prin a-i incapacita complet puterile magice.
- Rege Clawthorne - Este un tânăr Titan, care este ajutorul Edei, iar mai târziu fiul adoptiv. Inițial, el a căutat să-și restabilească presupusul titlu și gloria de „Rege al Demonilor”, înainte de a trece la încercarea de a-și descoperi familia și de a se reuni cu ei. Cu toate acestea, se descoperă mai târziu că el este de fapt ultimul dintre titani și fiul Titanului, ale cărui rămășițe formează Insulele Fierbinți.

## Episoade
| Sezon | Sezon | Episoade     | Difuzare originală | Difuzare originală | România           | România            |
| Sezon | Sezon | Episoade     | Început            | Sfârșit            | Început           | Sfârșit            |
| ----- | ----- | ------------ | ------------------ | ------------------ | ----------------- | ------------------ |
|       | 1     | 19           | 10 ianuarie 2020   | 29 august 2020     | 2 ianuarie 2021   | 6 martie 2021      |
|       | 2     | 21           | 12 iunie 2021      | 28 mai 2022        | 5 septembrie 2022 | 30 septembrie 2022 |
|       | 3     | 3 (speciale) | 15 octombrie 2022  | 8 aprilie 2023     | 1 iulie 2023      | 15 iulie 2023      |

## Lista de episoade
| N/o (în serie) | N/o (în sezon) | Titlu în engleză                       | Titlu în română                   | Premiera originală | Premiera în România |
| -------------- | -------------- | -------------------------------------- | --------------------------------- | ------------------ | ------------------- |
|                |                |                                        |                                   |                    |                     |
| PRIMUL SEZON   |                |                                        |                                   |                    |                     |
|                |                |                                        |                                   |                    |                     |
| 1              | 1              | A Lying Witch and a Warden             | Vrăjitoarea și Gardianul          | 10 ianuarie 2020   | 2 ianuarie 2021     |
|                |                |                                        |                                   |                    |                     |
| 2              | 2              | Witches Before Wizards                 | Vrăjitoarele înaintea Magilor     | 17 ianuarie 2020   | 3 ianuarie 2021     |
|                |                |                                        |                                   |                    |                     |
| 3              | 3              | I Was a Teenage Abomination            | Adolescenta monstru               | 24 ianuarie 2020   | 9 ianuarie 2021     |
|                |                |                                        |                                   |                    |                     |
| 4              | 4              | The Intruder                           | Intrusul                          | 31 ianuarie 2020   | 10 ianuarie 2021    |
|                |                |                                        |                                   |                    |                     |
| 5              | 5              | Covention                              | Convenția                         | 7 februarie 2020   | 16 ianuarie 2021    |
|                |                |                                        |                                   |                    |                     |
| 6              | 6              | Hooty's Moving Hassle                  | Bufni și Casa Mișcătoare          | 21 februarie 2020  | 17 ianuarie 2021    |
|                |                |                                        |                                   |                    |                     |
| 7              | 7              | Lost in Language                       | Pierdut printre cărți             | 28 februarie 2020  | 23 ianuarie 2021    |
|                |                |                                        |                                   |                    |                     |
| 8              | 8              | Once Upon a Swap                       | Schimb de corpuri                 | 6 martie 2020      | 24 ianuarie 2021    |
|                |                |                                        |                                   |                    |                     |
| 9              | 9              | Something Ventured, Someone Framed     | O aventură și o înscenare         | 13 martie 2020     | 30 ianuarie 2021    |
|                |                |                                        |                                   |                    |                     |
| 10             | 10             | Escape of the Palisman                 | Evadarea Palismanului             | 20 martie 2020     | 31 ianuarie 2021    |
|                |                |                                        |                                   |                    |                     |
| 11             | 11             | Sense and Insensitivity                | Rațiune și Insensibilitate        | 11 iulie 2020      | 6 februarie 2021    |
|                |                |                                        |                                   |                    |                     |
| 12             | 12             | Adventures in the Elements             | Aventuri pe insulă                | 18 iulie 2020      | 7 februarie 2021    |
|                |                |                                        |                                   |                    |                     |
| 13             | 13             | The First Day                          | Prima zi                          | 25 iulie 2020      | 13 februarie 2021   |
|                |                |                                        |                                   |                    |                     |
| 14             | 14             | Really Small Problems                  | Mici probleme                     | 1 august 2020      | 14 februarie 2021   |
|                |                |                                        |                                   |                    |                     |
| 15             | 15             | Understanding Willow                   | În mintea lui Willow              | 1 august 2020      | 20 februarie 2021   |
|                |                |                                        |                                   |                    |                     |
| 16             | 16             | Enchanting Grom Fright                 | Un bal înfricoșător               | 8 august 2020      | 21 februarie 2021   |
|                |                |                                        |                                   |                    |                     |
| 17             | 17             | Wing It Like Witches                   | Jocul vrăjitoarelor               | 15 august 2020     | 27 februarie 2021   |
|                |                |                                        |                                   |                    |                     |
| 18             | 18             | Agony of a Witch                       | Agonia unei vrăjitoare            | 22 august 2020     | 28 februarie 2021   |
|                |                |                                        |                                   |                    |                     |
| 19             | 19             | Young Blood, Old Souls                 | Sânge tânăr, suflete îmbătrânite  | 29 august 2020     | 6 martie 2021       |
|                |                |                                        |                                   |                    |                     |
| SEZONUL 2      |                |                                        |                                   |                    |                     |
|                |                |                                        |                                   |                    |                     |
| 20             | 1              | Separate Tides                         | Pe drumuri diferite               | 12 iunie 2021      | 5 septembrie 2022   |
|                |                |                                        |                                   |                    |                     |
| 21             | 2              | Escaping Expulsion                     | Cum scapi de exmatriculare        | 19 iunie 2021      | 6 septembrie 2022   |
|                |                |                                        |                                   |                    |                     |
| 22             | 3              | Echoes of the Past                     | Ecouri din trecut                 | 26 iunie 2021      | 7 septembrie 2022   |
|                |                |                                        |                                   |                    |                     |
| 23             | 4              | Keeping up A-fear-ances                | Cum să-ți înfrunți fricile        | 3 iulie 2021       | 8 septembrie 2022   |
|                |                |                                        |                                   |                    |                     |
| 24             | 5              | Through the Looking Glass Ruins        | Prin ruinele oglinzii             | 10 iulie 2021      | 9 septembrie 2022   |
|                |                |                                        |                                   |                    |                     |
| 25             | 6              | Hunting Palismen                       | Vânătoarea de Palismane           | 17 iulie 2021      | 12 septembrie 2022  |
|                |                |                                        |                                   |                    |                     |
| 26             | 7              | Eda's Requiem                          | Recviemul Eda                     | 24 iulie 2021      | 13 septembrie 2022  |
|                |                |                                        |                                   |                    |                     |
| 27             | 8              | Knock, Knock, Knockin' on Hooty's Door | Cioc, cioc, cioc la ușa lui Bufni | 31 iulie 2021      | 14 septembrie 2022  |
|                |                |                                        |                                   |                    |                     |
| 28             | 9              | Eclipse Lake                           | Lacul Eclipsei                    | 7 august 2021      | 15 septembrie 2022  |
|                |                |                                        |                                   |                    |                     |
| 29             | 10             | Yesterday's Lie                        | Minciuna Trecutului               | 14 august 2021     | 16 septembrie 2022  |
|                |                |                                        |                                   |                    |                     |
| 30             | 11             | Follies at the Coven Day Parade        | Patimi la Parada de Sabat         | 19 martie 2022     | 19 septembrie 2022  |
|                |                |                                        |                                   |                    |                     |
| 31             | 12             | Elsewhere and Elsewhen                 | Altundeva și altcândva            | 26 martie 2022     | 20 septembrie 2022  |
|                |                |                                        |                                   |                    |                     |
| 32             | 13             | Any Sport in a Storm                   | Orice sport pe furtună            | 2 aprilie 2022     | 21 septembrie 2022  |
|                |                |                                        |                                   |                    |                     |
| 33             | 14             | Reaching Out                           | Căutări                           | 9 aprilie 2022     | 22 septembrie 2022  |
|                |                |                                        |                                   |                    |                     |
| 34             | 15             | Them's the Breaks, Kid                 | Asta e viața, puștiule            | 16 aprilie 2022    | 23 septembrie 2022  |
|                |                |                                        |                                   |                    |                     |
| 35             | 16             | Hollow Mind                            | Minte Scorburoasă                 | 23 aprilie 2022    | 26 septembrie 2022  |
|                |                |                                        |                                   |                    |                     |
| 36             | 17             | Edge of the World                      | La Capătul Lumii                  | 30 aprilie 2022    | 27 septembrie 2022  |
|                |                |                                        |                                   |                    |                     |
| 37             | 18             | Labyrinth Runners                      | Alergători prin Labirint          | 7 mai 2022         | 28 septembrie 2022  |
|                |                |                                        |                                   |                    |                     |
| 38             | 19             | O Titan, Where Art Thou                | Oh, Titanule... unde ești?        | 14 mai 2022        | 29 septembrie 2022  |
|                |                |                                        |                                   |                    |                     |
| 39             | 20             | Clouds on the Horizon                  | Nori la orizont                   | 21 mai 2022        | 30 septembrie 2022  |
|                |                |                                        |                                   |                    |                     |
| 40             | 21             | King's Tide                            | Drumul Regelui                    | 28 mai 2022        | 30 septembrie 2022  |
|                |                |                                        |                                   |                    |                     |
| SEZONUL 3      |                |                                        |                                   |                    |                     |
|                |                |                                        |                                   |                    |                     |
| 41             | 1              | Thanks to Them                         | Mulțumită Lor                     | 15 octombrie 2022  | 1 iulie 2023        |
|                |                |                                        |                                   |                    |                     |
| 42             | 2              | For the Future                         | Pentru viitor                     | 21 ianuarie 2023   | 8 iulie 2023        |
|                |                |                                        |                                   |                    |                     |
| 43             | 3              | Watching and Dreaming                  | Privind și Visând                 | 8 aprilie 2023     | 15 iulie 2023       |
|                |                |                                        |                                   |                    |                     |